# Mallorcai Királyság
A Mallorcai Királyság történelmi állam Dél-Európában. Az Aragón Korona országainak része volt. 1276-tól 1344-ig rövidebb időszakokat leszámítva önálló, Aragóniától különálló uralkodói voltak, akik a szigeten uralkodtak, és 1344-től 1404-ig pedig de iure uralkodói a szigeteken kívül képviselték az önálló és független állam nimbuszát.

## Az állam adatai
A középkori Mallorcai Királyság területe lényegében azonos a mai Spanyolország Mallorca szigetének a kiterjedésével. Egyéb külbirtokai pedig, mint a Perpignan székhelyű Roussillon grófság, csak az uralkodó egyéb címeihez tartoztak, hiszen a grófság hivatalosan Katalónia részét képezte a középkorban.

## Története
I. (Hódító) Jakab aragón király, Árpád-házi Jolán magyar királyi hercegnőnek, II. András magyar király lányának a férje foglalta vissza a móroktól.
Hódító Jakab 1244-ben felosztotta örökségét fiai között, és az első, elvált feleségétől, az épp 1244-ben elhunyt Kasztíliai Eleonórától született fiának, Alfonznak csupán Aragóniát szánta, míg másodszülöttjének, Jolán királyné fiának, Péternek a Valenciai Királyságot és Katalóniát hagyta meg az osztozkodásban. A Mallorcai Királyság pedig a szintén Árpád-házi Jolántól származó harmadszülött fiának, Jakab számára volt fenntartva. Ezzel Hódító Jakab három királysága három fia között lett volna felosztva, és e terv szerint a Valenciai Királyságnak is külön, önálló uralkodója lett volna, de az elsőszülött fiú, Alfonz halálával (1260) a tervből csak Mallorca önálló uralkodóii ága valósult meg egészen 1404-ig.